# جوش ريد
جوش ريد (بالإنجليزية: Josh Reed)‏ هو لاعب كرة قدم أمريكية أمريكي، ولد في 1 مايو 1980 في راين في الولايات المتحدة.

## وصلات خارجية
- جوش ريد على موقع مرجع كرة القدم المحترفة.كوم (الإنجليزية)